# Maringa (flygplats)
Maringa är en flygplats i Brasilien.   Den ligger i kommunen Maringá och delstaten Paraná, i den södra delen av landet, 1 000 km sydväst om huvudstaden Brasília. Maringa ligger 544 meter över havet.
Terrängen runt Maringa är huvudsakligen lite kuperad. Maringa ligger uppe på en höjd. Runt Maringa är det ganska tätbefolkat, med 100 invånare per kvadratkilometer.. Närmaste större samhälle är Maringá, 9,7 km nordost om Maringa.
Trakten runt Maringa består till största delen av jordbruksmark.